# Kärdla
Kärdla (niem. Kertel, szw. Kärrdal) – jest jedynym miastem na estońskiej wyspie Hiuma oraz stolicą prowincji Hiiu. Dawniej stanowiła też gminę miejską, która w 2013 roku wraz z gminą Kõrgessaare została połączona w nową gminę Hiuma.
Prawdopodobnie zasiedlona przez Szwedów już w XIV wieku. Pierwsza oficjalna wzmianka pochodzi z 1564 roku. Była wówczas znana pod jako Kärtellby. Nazwa ta oznacza "bagnistą dolinę". Prawa miejskie Kärdla uzyskała w 1938 roku. Obecnie liczy około 4000 mieszkańców. W 1963 roku na wschód od miasta otworzono port lotniczy, który obsługuje przede wszystkim loty krajowe.
Pod pokrywą skał osadowych pod miastem znajduje się krater uderzeniowy Kärdla.

## Urodzeni w Kärdli
- Rudolf Ksieniewicz (1898–1940), podpułkownik piechoty Wojska Polskiego, kawaler Orderu Virtuti Militari
- Eveli Saue, zawodniczka biegająca na orientację oraz biathlonistka, olimpijka
- Erkki-Sven Tüür, kompozytor

## Galeria

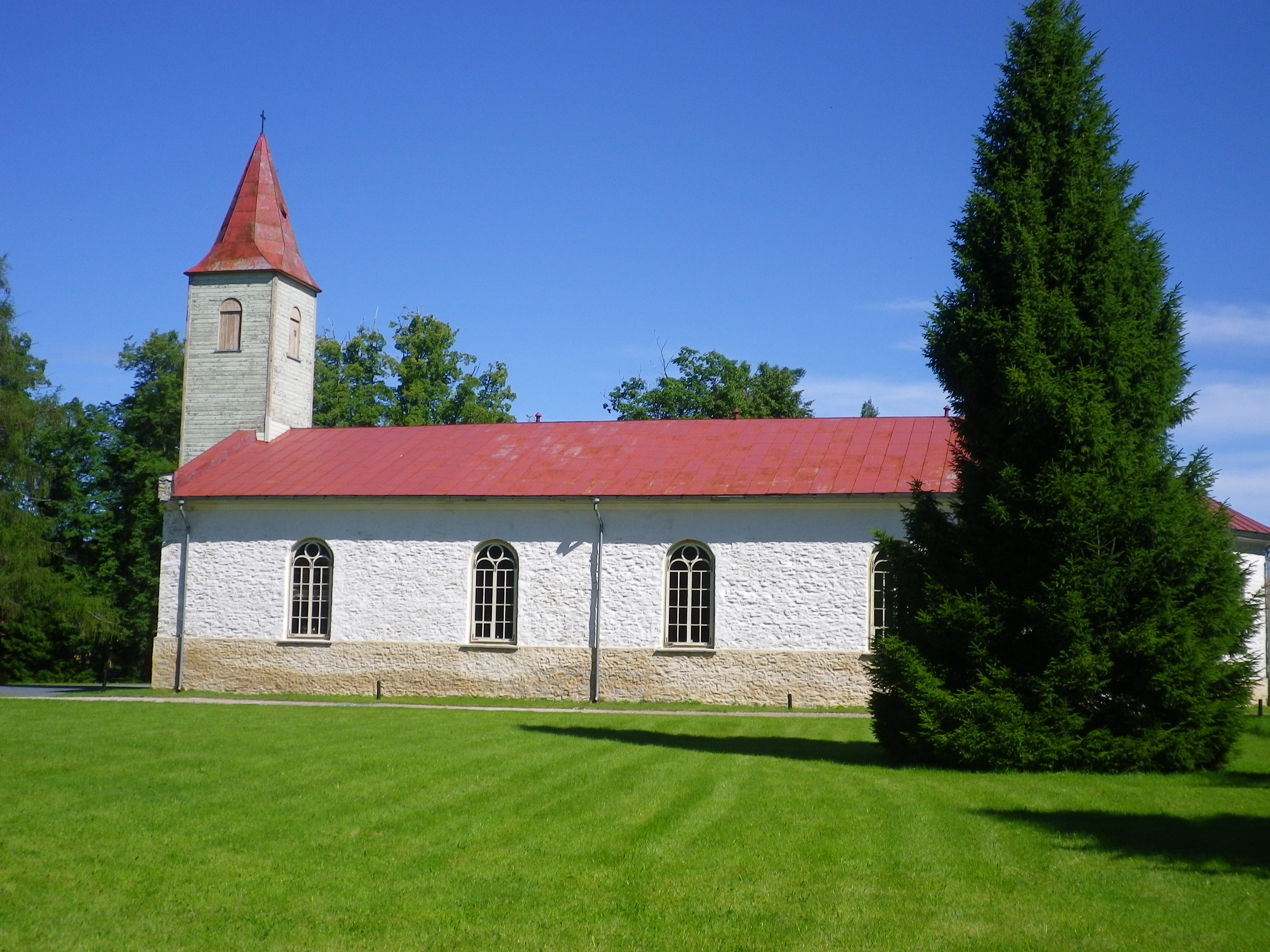
Kościół w Kärdli
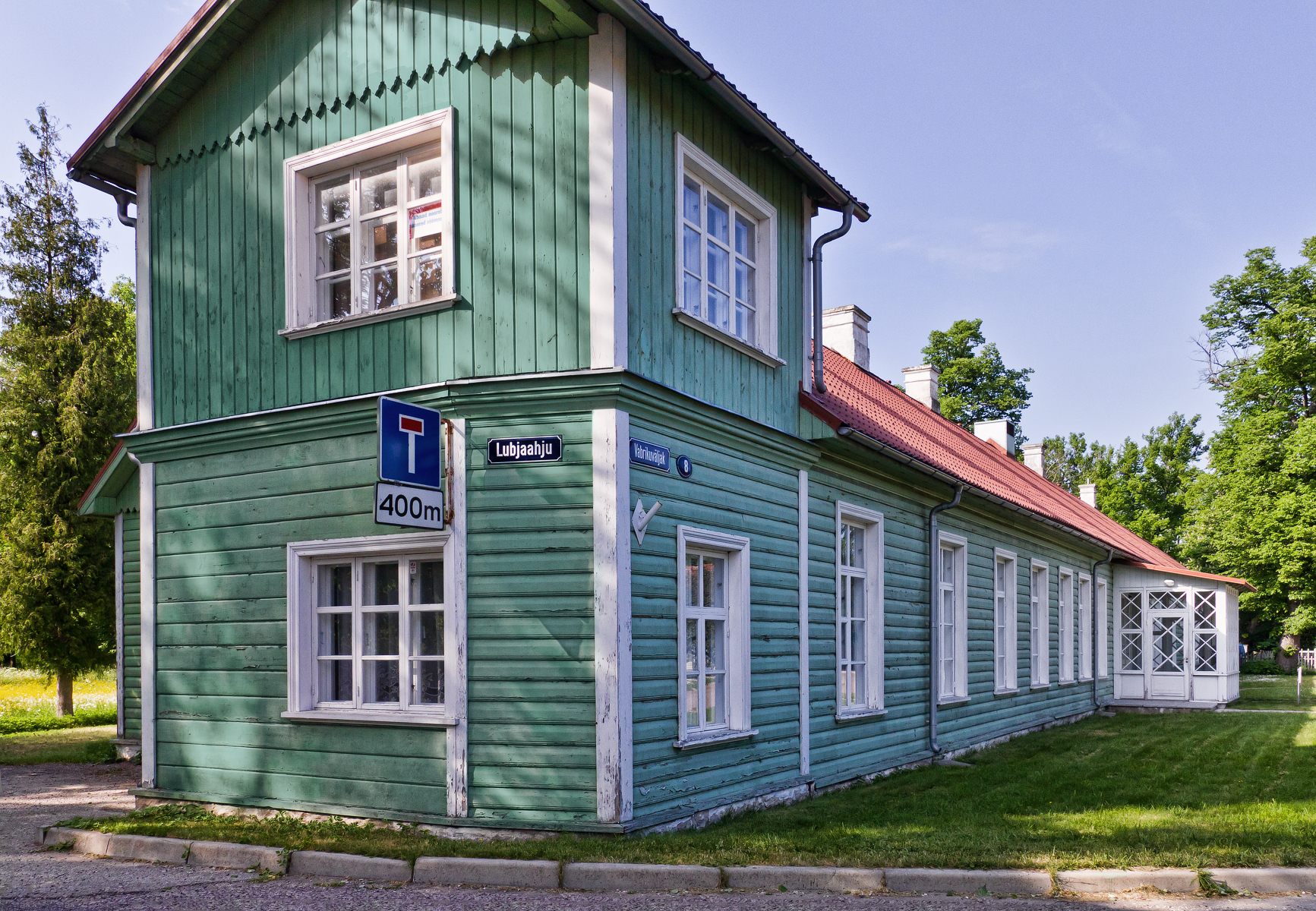
Ulica w Kärdli
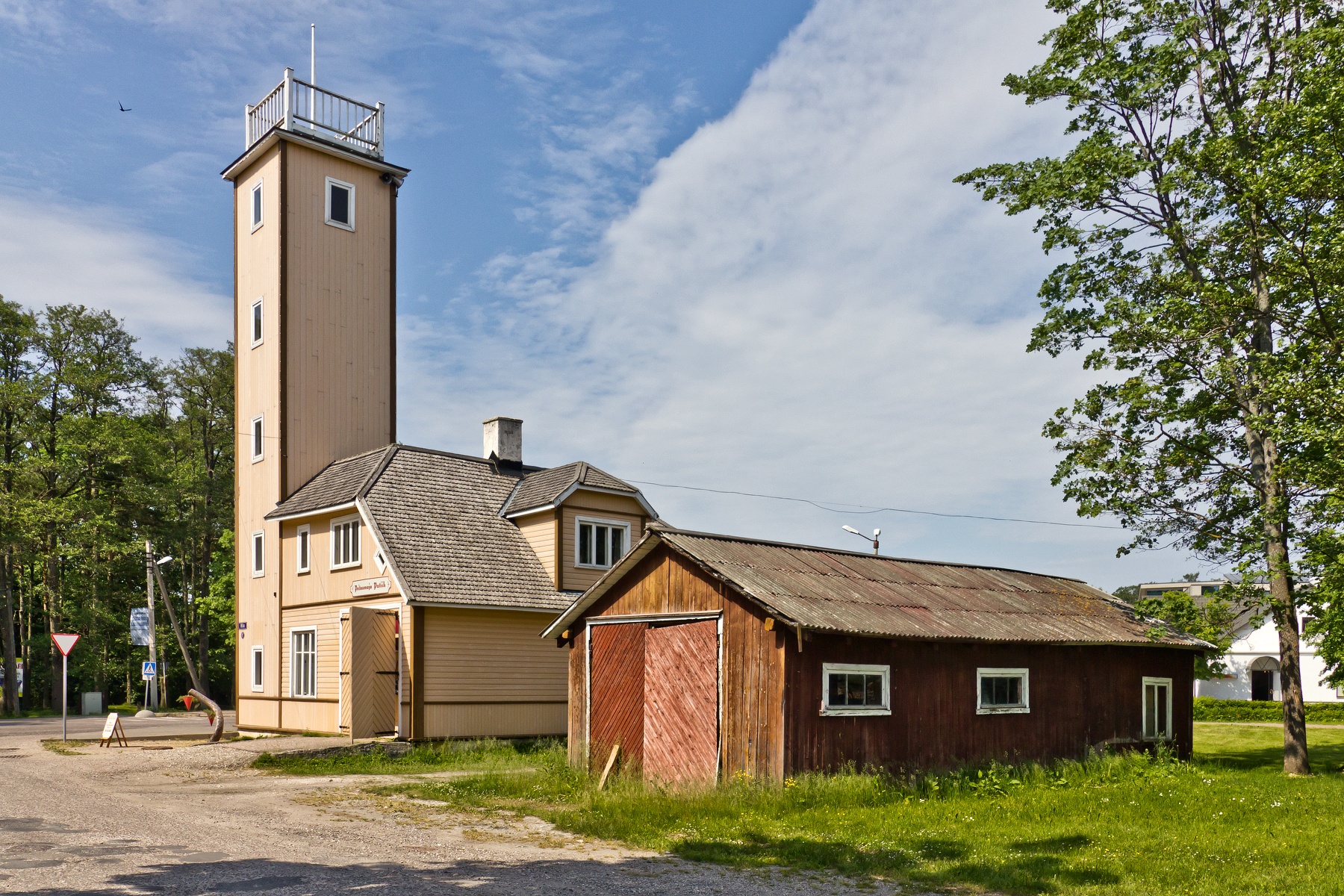
Remiza strażacka w Kärdli
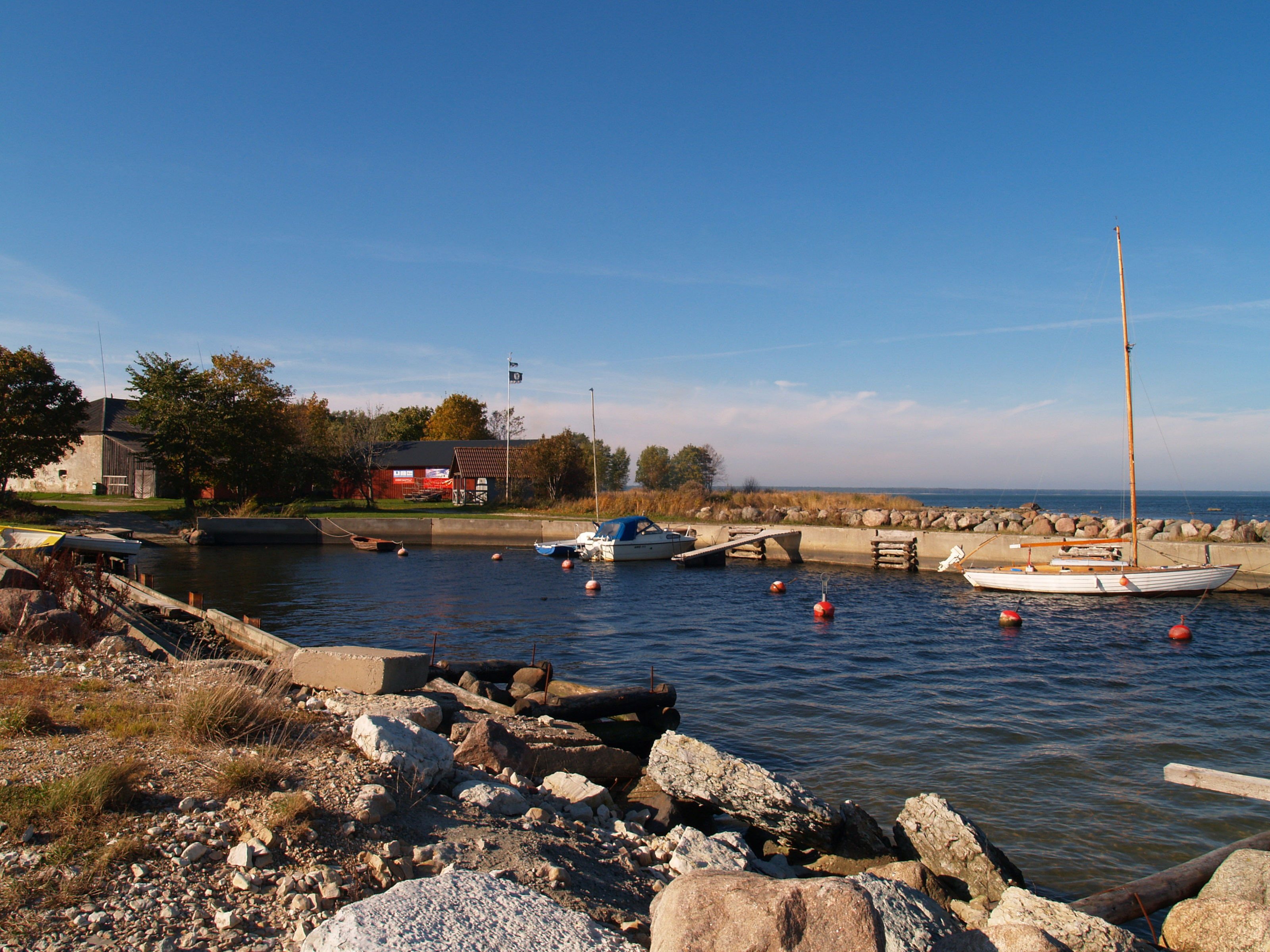
Port w Kärdli